# Pasquale Del Giudice
Pasquale Del Giudice (Venosa, 14 febbraio 1842 – Pavia, 20 aprile 1924) è stato un giurista e politico italiano.

## Biografia
Nato da Francesco e Andreana Lioy, si spostò a Napoli per frequentare la facoltà di giurisprudenza ma lasciò temporaneamente gli studi per partecipare ai moti risorgimentali, arruolandosi come volontario nei Cacciatori delle Alpi. Conseguita la laurea nel 1863, lavorò presso lo studio del suo maestro Enrico Pessina e fu nominato libero docente di Filosofia del diritto all'università napoletana nel 1871.
Si trasferì, in seguito, a Pavia, ricoprendo l'incarico di docente di storia del diritto presso l'università della città, divenendone successivamente preside della facoltà di giurisprudenza, rettore dell'ateneo e professore emerito. Fu il fondatore dell'istituto giuridico annesso alla facoltà di Giurisprudenza, divenuto sotto la sua guida uno fra i migliori d'Italia.
Fu socio dell'Accademia dei Lincei, dell'Accademia Pontaniana, della Società Reale di Napoli e dell'Istituto lombardo di scienze e lettere, del quale fu anche vicepresidente e presidente. Nel 1902 ricevette la nomina di senatore e fu membro di diverse commissioni. Si spense a Pavia nel 1924.

## Opere essenziali
- Le tracce di diritto romano nelle leggi longobarde (1886)
- Enciclopedia giuridica: ad uso delle scuole (1896)
- Storia del diritto pubblico e delle fonti (1897)
- Diritto penale germanico: rispetto all'Italia (1905)
- Nuovi studi di storia e diritto (1913)